# دنیلا یاکوویچ
دنیلا یاکوویچ (انگلیسی: Danijela Jackovich؛ زادهٔ ۴ نوامبر ۱۹۹۴) بازیکن زن واترپلو اهل استرالیا است.
وی در مسابقات کشوری و بین‌المللی در مجموع برندهٔ ۱ مدال نقره شده است.